# Frontlit

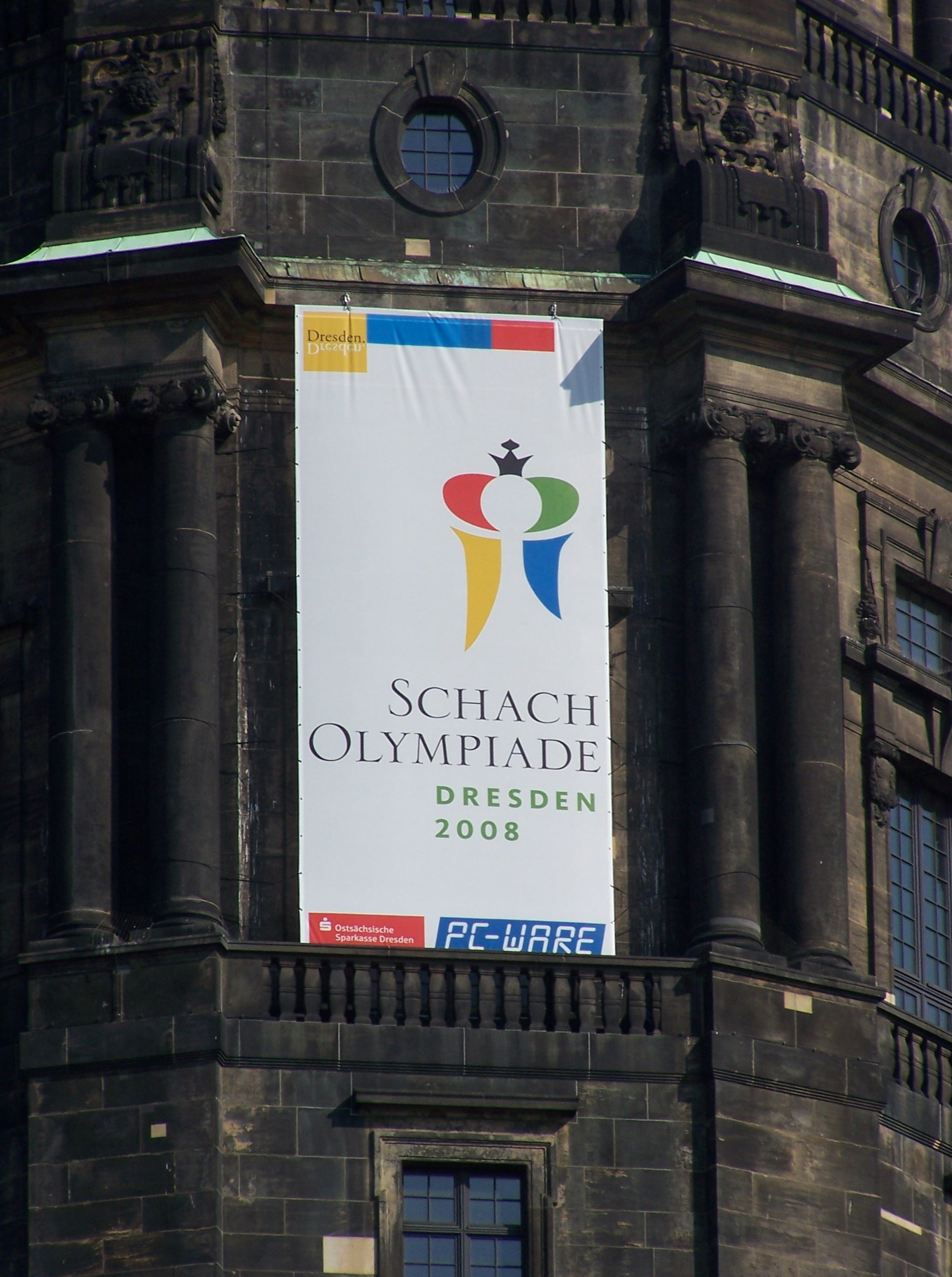
Gewebe-Werbebanner

Als Frontlit bezeichnet man ein für den Digitaldruck mit UV-, solvent- oder wasserbasierenden Tinten beschichtetes Polyester- oder Polyvinylchloridgewebe (PVC).

## Einsatzgebiete
Frontlit wird meistens in bedruckter Form für verschiedenste Formen der Werbung im Innen- oder Außenbereich eingesetzt, so beispielsweise als Werbeplane oder Großplakat. Das Material ist nur gering lichtdurchlässig. Es gibt auch völlig opake Qualitäten. Die Opazität wird durch eine eingearbeitete lichtundurchlässige Zwischenschicht, häufig eine dünne Alufolie, hergestellt. Frontlit ist teilweise auch schwerentflammbar (B1-Zertifizierung nach DIN 4102) erhältlich. Die Normalqualität entspricht der Feuerwiderstandsklasse DIN 4102-B2. Aufgrund der vergleichsweise geringen Produktionskosten werden Frontlit-Banner häufig als Werbemedium oder als Sichtschutz verwendet. Frontlit ist eine windundurchlässige Vollplane, bei starken Wind können die Banner reißen und Unfälle verursachen. Um dem vorzubeugen, sollte vorab die Windlast berechnet werden.

## Herstellungsverfahren
Grundsätzlich gibt es zwei verschiedene Arten: gegossenes und laminiertes Frontlit. Außerdem gibt es Frontlit in den verschiedensten Grammaturen ab ca. 300 g/m² bis hin zu ca. 900 g/m² (LKW-Plane). In der Regel wird das Material mit einer Grammatur zwischen 450 und 550 g/m² eingesetzt. Bei einer Verwendung im Innenbereich sollte man darauf achten, dass das Material B1 brandschutzzertifiziert ist.
Das Material kann thermisch oder durch Hochfrequenz verschweißt werden. Dieses Verfahren wird zur Herstellung großer Planen verwendet, die über das Herstellmaß von ca. 5000 mm Bahnbreite hinausgehen. Durch Umklappen und Verschweißen wird ein stabiler Saum erzeugt, der mit Ösen versehen werden kann.